# Incidente ferroviario di Foggia del 1910
L'Incidente ferroviario di Foggia è stato uno scontro di treni avvenuto il 6 gennaio 1910 tra le stazioni di Foggia e di Incoronata . Il bilancio fu di cinque morti e quindici feriti.

## Dinamica
Alle ore 17:10 circa, il treno diretto n. 51, proveniente da Foggia e diretto a Bari, che aveva da poco lasciato la stazione di Foggia, dopo qualche km, nel tratto in curva nei pressi della progressiva chilometrica 528, investiva a tutta velocità il treno merci facoltativo 9710 proveniente da Orta Nova, che viaggiava a 40 km/h circa. 
Il violento scontro sfasciava completamente le locomotive che si impennavano, rimanendo incastrate con il muso in alto, i carri e le carrozze venivano pesantemente danneggiati mentre il bagagliaio si sfasciava uccidendo gli impiegati delle poste in servizio. Venivano anche abbattuti i pali del telefono interrompendo le comunicazioni. Nei pressi delle locomotive scoppiava anche un incendio.
Gli scampati iniziavano a prestare i primi soccorsi mentre un frenatore si incamminava a piedi lungo la linea per allertare la stazione più vicina di Foggia. Dalla stazione veniva approntato un treno di soccorsi con militi e medici della Croce Verde.
Si recavano sul posto le autorità civili della città oltre a personale delle ferrovie; tutti si adoperarono alacremente a soccorrere le vittime e alle ore 21:00 i feriti e i viaggiatori incolumi raggiungevano Foggia con il treno di soccorso.
La linea rimase interrotta fino al giorno seguente; anche la linea del telefono era stata divelta.

## La responsabilità del sinistro
Il treno 9710 in ritardo avrebbe dovuto essere trattenuto nella stazione di Incoronata ma non fu diramato l'ordine per cui proseguì. Il capostazione di Foggia, dimenticandosi di controllare l'avvenuto arrivo del treno merci diede la via libera al treno diretto viaggiatori n. 51, per Bari, Brindisi e Lecce, alle ore 17:00, con cinque minuti di ritardo sul previsto . Vennero aperte due inchieste, una della Procura del Regno e una del Ministero della comunicazione.

## Le vittime
I primi soccorsi constatarono la morte di cinque persone, ridotte in misere condizioni, tutte sul diretto 51: il macchinista Petrosino che era alla condotta della locomotiva, il capotreno Cianci e gli agenti dell'Ufficio postale di Brindisi Stampacchia, Terzo e Chirizzi.
Rimasero ferite 15 persone tra personale e viaggiatori. I conducenti della locomotiva del treno merci si salvarono perché appena visto ad un centinaio di metri il diretto lanciato a tutta velocità verso di loro azionato il controvapore si lanciarono fuori dalla cabina cavandosela con poche ferite.